# Stenopaltis
Stenopaltis là một chi bướm đêm thuộc họ Erebidae.

## Loài
- Stenopaltis lithina Swinhoe, 1901